# Nové Domky (Rozvadov)
Nové Domky (německy Neuhäusl) jsou malá vesnice, část obce Rozvadov v okrese Tachov v Plzeňském kraji. Nachází se asi tři kilometry severně od Rozvadova. Nové Domky jsou také název katastrálního území o rozloze 9,87 km².

## Historie
První písemná zmínka o vesnici pochází z roku 1713.
Po sametové revoluci zde dne 23. prosince 1989 český a západoněmecký ministr zahraničí Jiří Dienstbier a Hans-Dietrich Genscher slavnostně stříhali ostnatý drát na státní hranici, což byl jedním ze symbolů pádu železné opony.

## Obyvatelstvo
| Rok            | 1869 | 1880 | 1890 | 1900 | 1910 | 1921 | 1930 | 1950 | 1961 | 1970 | 1980 | 1991 | 2001 | 2011 | 2021 |
| -------------- | ---- | ---- | ---- | ---- | ---- | ---- | ---- | ---- | ---- | ---- | ---- | ---- | ---- | ---- | ---- |
| Počet obyvatel | 961  | 946  | 900  | 790  | 780  | 760  | 757  | 31   | 68   | 37   | 20   | 16   | 14   | 18   | 18   |
| Počet domů     | 92   | 96   | 93   | 97   | 96   | 99   | 129  | 129  | 129  | 9    | 6    | 5    | 8    | 8    | 10   |

## Obecní správa
Při sčítání lidu v letech 1850–1947 Nové Domky byly samostatnou obcí v okrese Tachov. Od roku 1948 jsou částí obce Rozvadov v okrese Tachov.

## Pamětihodnosti
- Kostel Navštívení Panny Marie – empírová stavba ze 40. let 19. století. Nachází se v havarijním stavu.
- Památník likvidace železné opony – postavený v roce 1993[9]